# Speyeria adiaste
Speyeria adiaste is een vlinder uit de familie van de Nymphalidae. De wetenschappelijke naam van de soort is voor het eerst geldig gepubliceerd in 1864 door William Henry Edwards.